# توفيق الدقن
توفيق الدقن (3 مايو 1923 - 26 نوفمبر 1988)، ممثل مصري.

## عن حياته
ولد توفيق الدقن في مركز بركة السبع التابع لمحافظة المنوفية
حصل على بكالوريوس المعهد العالي للفنون المسرحية عام 1950. بدأ حياته الفنية منذ أن كان طالبا في المعهد من خلال أدوار صغيره إلى أن اشترك في فيلم «ظهور الإسلام» عام 1951.
التحق بعد تخرجه بالمسرح الحر لمدة سبع سنوات ثم التحق بالمسرح القومي وظلّ عضوا به حتى إحالته إلى التقاعد. اشتهر بأدوار الشر وإن لم يخلُ أدائه من خفه ظل، وكان ناجحاً في أدوار اللص والبلطجي والسكير والعربيد إلى درجة أن بسطاء الناس كانوا يصدقونه فيما يفعله ويكرهونه بسبب تلك الأدوار.

## حوادث خاصة بسبب إجادته لأدوار الشر
توفيت والدته التي قدمت من صعيد مصر، المنيا- للعلاج بعد أن اعتقدت أنه بالفعل شرير ولص وسكير كما نعته أحد الناس المهووسين بشخصيات الأفلام أثناء سيرهم بسيارته في الطريق العام في شارع عماد الدين ولم يسمح الظرف بأن يشرح له أن هذا مجرد تمثيل فقد كانت تجلس بجواره وماتت قهراً بعد أن اعتقدت أن ابنها الوحيد بهذه المواصفات. عندما سكن لأول مرة في العباسية ذهب ليشتري لحماً من دكان جزار يقع تحت بيته، فطارده الجزار بالساطور لأنه لا يسمح للصوص بدخول محله وظل لعدة أشهر ينظر إليه شذراً عند دخوله وخروجه من البيت.

## أعماله

### الأفلام

#### في الخمسينات
| - 1951: ظهور الإسلام - 1951: السبع أفندي - 1952: أموال اليتامى - 1953: أنا وحبيبي - 1953: غرام بثينة - 1954: الستات ما يعرفوش يكدبوا - 1954: دلوني يا ناس | - 1954: الناس مقامات - 1954: شيطان الصحراء - 1955: درب المهابيل - 1955: السعد وعد - 1955: شاطئ الذكريات - 1956: أرض الأحلام - 1956: ودعت حبك | - 1956: صراع في الميناء - 1956: أنا الشرق - 1957: أرض السلام - 1957: بورسعيد - 1957: ابن حميدو - 1957: الفتوة - 1958: غلطة حبيبي | - 1958: خالد بن الوليد - 1958: سلطان - 1958: ساحر النساء - 1958: إسماعيل يس في دمشق - 1958: هل أقتل زوجي - 1958: الطريق المسدود - 1958: أحبك يا حسن | - 1959: سجن العذارى - 1959: سر طاقية الإخفاء - 1959: قاطع طريق - 1959: عريس مراتي - 1959: صخرة الحب - 1959: احترسي من الحب |

#### في الستينات
| - 1960: خلخال حبيبي - 1960: غرام في السيرك - 1960: الزوج المتشرد - 1960: إني أتهم - 1960: حايجننوني - 1960: مال ونساء - 1960: نهاية الطريق - 1960: نداء العشاق - 1961: الضوء الخافت - 1961: بلا عودة - 1961: حياتي هي الثمن - 1961: الأزواج والصيف - 1961: تحت سماء المدينة - 1961: إسماعيل يس في السجن - 1961: هاء 3 - 1961: في بيتنا رجل - 1961: رجل في حياتي | - 1962: ألمظ وعبده الحامولي - 1962: سر الغائب - 1962: معملش حسابها - 1962: يوم الحساب - 1962: كلهم أولادي - 1962: عبيد الجسد - 1962: صراع مع الملائكة - 1962: صراع الجبابرة - 1962: شهيدة الحب الإلهي - 1963: زقاق المدق - 1963: بطل للنهاية - 1963: الحسناء والطلبة - 1963: المجانين في نعيم - 1963: الناصر صلاح الدين - 1963: طريق الشيطان - 1963: صاحب الجلالة - 1963: شباب طائش | - 1964: من أجل حنفي - 1964: أمير الدهاء - 1964: أنا وهو وهي - 1964: دعني والدموع - 1964: بنت الحتة - 1964: حكاية نص الليل - 1964: أدهم الشرقاوي - 1964: المارد - 1964: اللهب - 1964: فتاة شاذة - 1964: شادية الجبل - 1964: الرسالة الأخيرة - 1964: نمر التلامذة - 1965: خدني معاك - 1965: العقل والمال - 1965: جدعان حارتنا - 1965: مطلوب أرملة | - 1965: المشاغبون - 1965: العقلاء الثلاثة - 1965: طريد الفردوس - 1966: آخر العنقود - 1966: خان الخليلي - 1966: حبي في القاهرة - 1966: مراتي مدير عام - 1966: وداعا أيها الليل - 1966: القاهرة 30 - 1966: رجل وامرأتان - 1967: السيد البلطي - 1967: شنطة حمزة - 1968: حب وخيانة - 1968: أنا الدكتور - 1968: 3 نساء - 1968: أيام الحب | - 1968: النيل والحياة - 1968: أشجع رجل في العالم - 1968: المتمردون - 1968: شنبو في المصيدة - 1968: ابن الحتة - 1969: الناس اللي جوه - 1969: أسرار البنات - 1969: 7 أيام في الجنة - 1969: سكرتير ماما - 1969: دلع البنات - 1969: يوميات نائب في الأرياف - 1969: نشال رغم أنفه - 1969: غرام تلميذة - 1969: صراع المحترفين - 1969: الرعب - 1969: ابن الشيطان |

#### في السبعينات
| - 1970: نهاية الشياطين - 1970: حرامي الورقة - 1970: سفاح النساء - 1970: الثعلب والحرباء - 1970: الأرض - 1970: المجانين الثلاثة - 1970: واحد في المليون - 1970: فرقة المرح - 1970: الغشاش - 1970: صراع مع الموت - 1971: سبع الليل - 1971: بريء في المشنقة - 1971: بنات في الجامعة - 1971: بلا رحمة - 1971: رمال من ذهب - 1971: امرأة ورجل - 1971: مذكرات الآنسة منال - 1971: الغفران - 1971: عصابة الشيطان | - 1971: شباب في عاصفة - 1971: رجال في المصيدة - 1972: صور ممنوعة - 1972: دعوة للحياة - 1972: الناس والنيل - 1972: الخطافين - 1972: ساعة الصفر - 1972: رغبات ممنوعة - 1972: لحظات خوف - 1972: ملوك الشر - 1972: أزمة سكن - 1972: الأضواء - 1972: ولدي - 1972: وكر الأشرار - 1972: الشيماء - 1972: الشيطان والخريف - 1972: رحلة عذاب - 1973: ذات الوجهين - 1973: الأصيل - 1973: مدرسة المشاغبين | - 1973: أشرف خاطئة - 1973: البنات والمرسيدس - 1973: البحث عن فضيحة - 1973: المخادعون - 1973: امرأة من القاهرة - 1973: ليل وقضبان - 1973: العنيد - 1973: شيء من الحب - 1973: الشياطين في أجازة - 1973: رجال لا يخافون الموت - 1973: أبو ربيع - 1973: أبناء للبيع - 1974: رحلة العجائب - 1974: البنات والحب - 1974: امرأة عاشقة - 1974: إمبراطورية المعلم - 1974: بدور - 1974: قاع المدينة - 1974: في الصيف لازم نحب | - 1974: عنتر فارس الصحراء - 1974: الفاتنة والصعلوك - 1974: آنسات وسيدات - 1975: ليلة وذكريات - 1975: ممنوع في ليلة الدخلة - 1975: بائعة الحب - 1975: دعونا نحب - 1975: البحث عن المتاعب - 1975: المذنبون - 1975: لا شيء يهم - 1975: شاطئ العنف - 1975: احترسي من الرجال يا ماما - 1976: الحساب يا مدموزيل - 1976: بيت بلا حنان - 1976: مولد يا دنيا - 1976: المزيكا في خطر - 1976: مراهقة من الأرياف - 1976: وعادت الحياة - 1976: فيفا زلاطا | - 1976: العش الهادئ - 1976: عالم عيال عيال - 1976: شوق - 1977: ميعاد مع سوسو - 1977: من أجل الحياة - 1977: ألف بوسة وبوسة - 1977: البنت الحلوة الكدابة - 1977: الأزواج الشياطين - 1977: بص شوف سكر بتعمل إيه - 1978: امرأة قتلها الحب - 1978: رحلة داخل امرأة - 1978: بنت غير كل البنات - 1978: المحفظة معايا - 1978: واحدة بعد واحدة ونص - 1978: رحلة داخل امرأة - 1979: مع سبق الإصرار - 1979: المتوحشة - 1979: ولا يزال التحقيق مستمرا |

#### في الثمانينات
| - 1980: الأقوياء - 1980: دائرة الشك - 1980: الدرب الأحمر - 1980: ضربة شمس - 1981: الشيطان يعظ - 1982: للفقيد الرحمة | - 1982: حسن بيه الغلبان - 1982: الخبز المر - 1982: على باب الوزير - 1982: حدوتة مصرية - 1983: سجن بلا قضبان - 1983: حادث النصف متر | - 1983: وداد الغازية - 1983: نص أرنب - 1983: عالم وعالمة - 1984: يوسف وزينب - 1984: بنات إبليس - 1984: البرنس | - 1984: خرج ولم يعد - 1984: التخشيبة - 1984: كله تمام - 1985: إنقاذ ما يمكن إنقاذه - 1985: الزمار - 1985: ملف في الآداب | - 1985: سعد اليتيم - 1985: وداعا بونابارت - 1987: سفاح كرموز - 1987: لعدم كفاية الأدلة - 1988: المجنون |

### المسلسلات
- أحلام الفتى الطائر
- الحقيقة .. ذلك المجهول
- عذارء البادية
- غريب في المدينة
- محمد رسول الله جزء الأول
- مارد الجبل
- الرجل ذو الخمسة وجوه
- القط الأسود
- هارب من الايام
- نور الإسلام
- مفتش المباحث
- الفلاح
- الحائرة
- ألف ليلة وليلة الجزء الأول
- نهاية العالم ليست غدا

### المسرح
- الفرافير.
- انتهى الدرس يا غبي.
- سكة السلامة.
- المحروسة.
- البلدوزر.

## أقوال مشهورة
- أحلى من الشرف مفيش.
- همبكة.[1]
- آلو يا أمم.[1]
- أستر يا اللي بتستر.
- يا آه يا آه.
- خلاص يا نوسه هانت والنبي.
- أهلا فسهلا
- صلاة النبي أحسن
- حكمتك يارب النملة طلع لها أسنان
- البلنس في الاكسلنس

## جوائزه
حصل على العديد من الجوائز والأوسمة وشهادات التقدير، منها 
- وسام العلوم والفنون من الطبقة الأولى عام 1956
- وسام الاستحقاق
- شهادة الجدارة في عيد الفن عام 1978
- درع المسرح القومي
- جائزة اتحاد الإذاعة والتلفزيون
- جائزة جمعية كتاب ونقاد السينما
- حصل على جوائز عن أدواره في عدد من الأفلام، منها “في بيتنا رجل”، و”الشيماء”، و”صراع في الميناء”، و”القاهرة 30”، و”ليل وقضبان”.

## وفاته
توفي في 26 نوفمبر عام 1988 بمستشفى الصفا بالمهندسين عن عمر ناهز ال65 بعد أن أصابه الفشل الكلوي.

## روابط خارجية
- توفيق الدقن على موقع IMDb (الإنجليزية)
- توفيق الدقن على موقع الدهليز
- توفيق الدقن على موقع قاعدة بيانات الأفلام العربية
- توفيق الدقن على موقع قاعدة بيانات الفيلم (الإنجليزية)